# 칼타니세타도
칼타니세타도(이탈리아어: Provincia di Caltanissetta)은 이탈리아 시칠리아주의 도이다. 도청 소재지는 칼타니세타이다. 면적은 2,128 km2, 인구는 275,221(2005)이다.

## 지리
시칠리아섬 남부에 위치한 도로 남쪽에 지중해의 젤라 만에 접해 있다. 현의 구역은 서북 - 동남으로 길게 뻗어 있고, 중앙에 좁은 부분을 가진다. 북쪽에는 팔레르모 광역시가, 서쪽에는 아그리젠토도, 동부에는 엔나도와 카타니아 광역시가 있으며, 남동부를 라구사도과 접한다. 도청 소재지 칼타니세타는 도의 서북부 내륙에 위치한 엔나에서 남서로 약 21km, 아그리젠토에서 북동으로 약 47km, 카타니아에서 서쪽으로 약 90km, 팔레르모에서 남동쪽으로 약 93km, 시라쿠사에서 서북서로 약 118km의 거리에 있다.

## 행정 구역
2001년 인구 조사에 따른 주거 지역 인구 통계에 의하면, 인구 1만명 이상의 도시는 다음과 같다.
- 젤라 - 71,891명
- 칼타니세타 - 57,738명
- 니세미 - 26,928명
- 산카탈도 - 22,321명
- 마짜리노 - 12,227명
- 리에지 - 11,571명
- 뭇소멜리 - 10,108명

칼타니세타도에는 22개의 코무네가 속한다. 주요 코무네 (인구 1만명 이상)은 아래 표와 같다. 왼쪽의 숫자는 ISTAT 코드를 나타낸다. 인구는 2012년 1월 1일 현재
| 코드   | 지자체명   | 인구   |
| ------ | ---------- | ------ |
| 085007 | 젤라       | 75,707 |
| 085004 | 칼타니세타 | 61,667 |
| 085013 | 니세미     | 27,959 |
| 085016 | 산카탈도   | 23,410 |
| 085009 | 마짜리노   | 12,315 |
| 085015 | 리에지     | 11,766 |
| 085012 | 뭇소메리   | 11,003 |